# Arvid de Kleijn
Arvid de Kleijn (Herveld, 21 de marzo de 1994) es un ciclista neerlandés miembro del equipo Tudor Pro Cycling Team. 

## Palmarés
2016
- París-Tours sub-23

2017
- 1 etapa del Tour de Loir-et-Cher
- Antwerpse Havenpijl
- Premio Nacional de Clausura

2019
- 1 etapa del Tour de Normandía
- 1 etapa del Tour de Loir-et-Cher
- Midden Brabant-Poort Omloop
- 1 etapa de la Carrera de la Solidaridad y de los Campeones Olímpicos
- 1 etapa del Kreiz Breizh Elites
- Druivenkoers Overijse

2021
- 1 etapa del Tour de Turquía[1]
- Route Adélie

2022
- 1 etapa de los Cuatro Días de Dunkerque

2023
- Milán-Turín
- 1 etapa de la Boucles de la Mayenne
- 1 etapa del ZLM Tour
- 1 etapa de la Vuelta a Alemania
- 2 etapas del Tour de Langkawi

2024
- 1 etapa de la París-Niza
- Gran Premio de Fourmies
- Gran Premio de Isbergues
- 2 etapas del Tour de Langkawi

## Equipos
- Jo Piels (2015-2016)
- Baby-Dump (2017)
- Metec-TKH-Mantel (2018-2019)
- Riwal (2020)
  - Riwal Readynez Cycling Team (01.2020-08.2020)
  - Riwal Securitas Cycling Team (08.2020-12.2020)
- Rally/HPH (2021-2022)
  - Rally Cycling (2021)
  - Human Powered Health (2022)
- Tudor Pro Cycling Team (2023-)